# Vibrator (Technik)
Ein Vibrator ist ein technisches Gerät, das durch Zuführung von Energie in mechanische Schwingungen von meist hoher Frequenz und relativ kleiner Amplitude (Vibration) versetzt wird. Die Anwendungsgebiete für Vibratoren sind breit gefächert. Im industriellen Umfeld wird ein Vibrator auch als Rüttler oder Shaker bezeichnet.

## Arten

### Vibratoren mit linearer Schwingung
Diese Kolbenvibratoren werden als Fördereinrichtungen in der Industrie eingesetzt. Am verbreitetsten als Rinnen-, Rohr- oder Wendelförderer.

### Vibratoren mit radialer Schwingung
Radial-Vibratoren erzeugen eine sinusförmige Welle und werden überwiegend zum Verdichten von Stoffen wie Beton und Erdreich sowie zum Antrieb von Sieben eingesetzt.

### Verbreitete Bauarten
- Unwuchtmotoren, meist wartungsarme Drehstrom-Asynchronmotoren mit auf der Motorwelle angebrachten Unwuchtscheiben.
- Turbinenvibratoren, in denen eine durch Druckluft angetriebene Turbine mit integrierter Unwucht rotiert[1].
- Kugelvibratoren, in denen eine Stahlkugel durch Druckluft beschleunigt auf einer Kreisbahn umläuft.
- Rollenvibratoren, in denen eine Stahlrolle durch Druckluft beschleunigt auf einer Kreisbahn umläuft.

## Anwendungsgebiete

### Bautechnik
- Innenrüttler, Außenrüttler und Vibrationsbohlen zum Verdichten von Beton
- Rüttelplatten, Vibrationsstampfer und als Bauteil in Walzen zum Verdichten von Erdreich

### Elektrotechnik
- Multivibrator, elektronische Schaltung zur Erzeugung elektrischer Schwingungen für unterschiedliche Zwecke, z. B. Signalgebung oder Steuerungen

### Signalmelder
- Vibrationsalarm z. B. für Mobiltelefone oder für taube Menschen

### Zahntechnik
In der Zahntechnik werden Rüttler eingesetzt, mit denen Gips oder Einbettmassen blasenfrei verarbeitet werden können. Die Vibration treibt eventuell eingeschlossene Luftblasen nach oben.

### Am menschlichen Körper
Vibrationen haben eine entspannende Wirkung auf die Muskulatur. Elektrische Vibratoren finden daher in Massagegeräten oder zur sexuellen Stimulierung („Vibrator“) Anwendung.

### Angewandte Geophysik (Seismik)
Seismische Vibratoren sind Fahrzeuge, die seismische Wellen für seismische Messungen (Seismik) an Land erzeugen. Man spricht bei der Methode von Vibroseis. Zunächst wird eine Stahlplatte (Rüttelplatte) auf den Erdboden gepresst, so dass das Fahrzeug leicht angehoben wird und mit dem eigenen Gewicht auf die Stahlplatte drückt. Dann wird über hydraulischen Druck die Stahlplatte oszillatorisch angehoben und nach unten gepresst, wobei Druckwellen in den Erdboden gesandt werden. Für typische seismische Messungen, z. B. in der Erdölerkundung, vibrieren die Vibratoren sogenannte sweeps, die mehrere Sekunden lang sind und Frequenzen von unter 10 bis über 100 Hertz erzeugen.